# Рожаниця (річка)
Рожаниця (рос. Ружаница, Рожаница) — річка в Україні, в Звягельському районі Житомирська область. Ліва притока річки Ужа (басейн Прип'яті).

## Опис
Довжина річки приблизно 11 км. Висота витоку річки над рівнем моря — 222 м; висота гирла річки над рівнем моря — 206 м; падіння річки — 16 м; похил річки — 1,46 м/км. До проведення меліорації в 60-і роки минулого століття річище мало звивисту форму.  В період весняної повені в окремих місцях розливалась до 50 метрів у ширину.

## Розташування
Бере свій початок з лісового болота  на східній околиці села Верби. Тече спочатку на північний захід протягом 3 км, а потім повертає на північний схід і впадає в річку Уж . На лівому березі Рожаниці розташоване село Новосілка. В річку впадає багато безіменних струмків спочатку в межах села Верби, потім з північно-західної сторони села Новосілка із урочищ Шпиль, Палаткіне, Захаровий Луг та Рибне, а також з південної околиці села Березівка.